# Toxorhynchites hypoptes
Toxorhynchites hypoptes is een muggensoort uit de familie van de steekmuggen (Culicidae). De wetenschappelijke naam van de soort werd voor het eerst geldig gepubliceerd in 1907 door Frederick Knab.